# Gemeiner Feldschnurfüßer
Der Gemeine Feldschnurfüßer (Cylindroiulus caeruleocinctus) ist eine europäische Art der Tausendfüßer. Er lebt in ganz Europa und ist in Deutschland häufig, im hohen Norden (Skandinavien) kommt er nicht vor. Eingeschleppt wurde er in die USA und nach Kanada. Häufiger als beim Sandschnurfüßer (Ommatoiulus sabulosus) und beim Schwarzen Schnurfüßer (Tachypodoiulus niger) kommt es gelegentlich zu invasiven Massenvermehrungen.

## Beschreibung
Das Tier hat einen zylindrischen glänzend schwarzen Körper mit etwa zwanzig bis fünfzig deutlich abgesetzten Rumpfsegmenten, die hellere, weiß-gelbliche Beinpaare tragen. Der Cylindroiulus gehört zu jenen Doppelfüßern, die Wehrdrüsen besitzen. Deren Ausgänge liegen in oder vor der Naht zwischen dem vorderen (Prozonit) und hinteren Abschnitt (Metazonit) jeden Rumpfsegments. Das übelriechende und giftige Sekret verursacht Ekel und hinterlässt bei unsachgemäßer mechanischer Entfernung der Diplopoden auch schwer entfernbare braune Flecken.
Die Prozoniten sind eher glatt, die Metazoniten tief längsgefurcht. Die Männchen sind 19 bis 32 mm lang und 1,6 bis 2,6 mm breit, die Weibchen haben eine Länge von 18 bis 37 mm und sind 2 bis 3,2 mm breit. Wie andere Tausendfüßer rollt sich der Gemeine Feldschnurfüßer spiralig ein, wenn er bedroht ist. Zu den Fressfeinden des Feldschnurfüßers gehören die Hundertfüßer Lithobius variegatus und der Gemeine Steinläufer (Lithobius forficatus).

## Lebensraum und Lebensweise
Der Gemeine Feldschnurfüßer ist eine stenöke und stenohydre Art, das heißt, er stellt bestimmte Ansprüche an ein feuchtes Biotop mit einer Vorliebe für freies, unbewaldetes Gelände. Man findet ihn häufig an Ackerrändern, auf Schuttplätzen, Friedhöfen und in Gärten unter Steinen. Er bevorzugt schwere basische Böden (pH 7,2–9,2), kommt aber auch auf sauren Böden (sekundäre Fichtenkulturen) mit höherem pH-Wert in den tieferen Erdschichten vor.
Der Schnurfüßer kann mehrere Jahre alt werden und ist von Frühjahr bis Herbst aktiv. Im Sommer zieht er sich in der Regel in tiefere Erdschichten zurück, im Winter bis in über 50 cm Tiefe. Dabei vollführt er Vertikalbewegungen im Tagesrhythmus. Der nächtliche Aktionsradius beträgt 1 bis 2 m. Paarungen finden von März bis Juni und September bis November statt. Die Weibchen einiger Arten der Diplopoden sind zur Parthenogenese (Jungfernzeugung) und zur langzeitigen Speicherung von Spermien befähigt. Die Männchen bilden in schlechten Zeiten ihre Geschlechtsorgane zurück und werden zu „Interkalarmännchen“, bei denen die Gonopoden (das zum Begattungsapparat umgewandelte Beinpaar) der reifen Männchen nach nochmaliger Häutung in einen juvenilen Zustand zurückfallen. Erst nach einer weiteren Häutung entstehen wieder geschlechtsreife Männchen. Aus den im Frühjahr abgelegten Eiern entwickeln sich im ersten Jahr Jungtiere, die überwintern. Erst mit zwei Jahren werden die Individuen geschlechtsreif.

## Ernährung
Die Hauptnahrung besteht aus Bodenlaub und Detritus (vor allem Linde, Esche, Ulme und Erle), aber auch Gras und Moos wird gefressen. Mit der Nahrung nimmt Cylindroiulus caeruleocinctus auch große Mengen Erde auf. Als Bodenumsetzer ist der Feldschnurfüßer eher ein Nützling, jedoch kommt es bisweilen zu massenhaftem Auftreten, sodass er dann als Lästling zu bezeichnen ist.

## Massenvermehrung
Noch nicht geklärt ist die in manchen Jahren auftretende Massenvermehrung des Gemeinen Feldschnurfüßers. Nach Decker findet sie in heißen und trockenen Sommern statt, dann wirkt der Feldschnurfüßer bei Kartoffeln und Maulbeeren als Schädling. Die Masseninvasionen wurden in Ostdeutschland von Karin Voigtländer, in Polen von Grzegorz Kania und Henry Tracz und in Vorarlberg (Österreich) von Klaus Zimmermann und anderen untersucht.